# فهرست فیلسوفان فایده‌گرا
این فهرست فیلسوفان فایده‌گرا یا پیامدگرا (انگلیسی: List of utilitarians) است.

## فیلسوفان دوران باستان و قرون وسطی
- اپیکور[۱]
- لوکرتیوس
- موزی[۲]
- راجر بیکن[۳][۴]

## فیلسوفان قرن ۱۷
- ریچارد کامبرلند[۵]: ۱۰۴–۱۰۶
- جان گی[۶]: ۱۷۹–۱۸۱
- برنارد ماندویل[۷]

## فیلسوفان قرن ۱۸
- جان براون[۸]: 502
- چزاره بکاریا[۹]
- جرمی بنتام[۱۰]
- توماس کوپر[۸]: 100–103
- سوام جنینز[۱۱]
- ویلیام جانسون فاکس[۸]: 172–173
- آنتونی هاموند[۸]: 198
- کلود آدرین هلوسیوس[۱۲]
- بارون دولباخ[۱۳]
- فرانسیس هاچسون[۱۴]
- ادموند لاو[۱۵]
- جیمز میل[۱۶]
- جان نیل[۸]: 367–369
- ویلیام پیلی[۱۷]
- جوزف پریستلی[۱۸]
- ژان-باتیست سه[۸]: 497–499
- توماس رادرفورث[۱۵]
- توماس سوثوود اسمیت[۸]: 525–527
- توماس پرونت تامپسون[۸]: 545–547
- ویلیام تامپسون[۸]: 547–548
- ابرهام تاکر[۱۵]

## فیلسوفان قرن ۱۹
- جان آستین[۱۹]
- ساموئل بیلی[۲۰]
- الکساندر بین
- جورج بنتام[۸]: 44–46
- پرگرین بینگهام جوان[۸]: 57
- برنارد بولتسانو[۲۱]
- ادوین چادویک[۸]: 75–77
- جان کالیر[۲۲]
- چارلز داروین[۲۳]
- فرانسیس یسیدرو اجورث[۲۴]
- هنری فاوست[۸]: 161–163
- توماس فاولر[۸]: 172
- ویلیام گادوین[۲۵]
- جرج گروت[۸]: 188–192
- ریچارد هیلدرث[۸]: 234–240
- ویلیام استنلی جونز[۸]: 287–289
- ادوارد لیوینگستون[۸]: 313–315
- جیمز مک‌کی[۲۶]
- آلفرد مارشال[۸]: 327–330
- هریت تیلور میل
- جان استوارت میل[۲۷]
- جرج ادوارد مور[۸]: 356–359
- جی. هاوارد مور[۲۸]
- جان ال. اوسالیوان[۸]: 384–385
- هاستینگز راشدال[۸]: 463–465
- دیوید ریکاردو
- دیوید جورج ریچی[۸]: 483–484
- لیونل رابینز[۸]: 484–486
- هنری سیجویک[۸]: 531–534
- جیمز فیتزجیمز استفن
- لسلی استفن[۸]: 535–538
- ویلیام تامپسون

## فیلسوفان قرن ۲۰
- ریچارد برانت[۲۹]
- میلتون فریدمن
- اسپرانزا گویزان[۳۰]
- ریچارد مروین هیر[۳۱]
- هربرت لیونل آدولفوس هارت[۸]: 216–221
- روی هارود[۸]: 212–213
- جان هارسانی[۳۲]
- هنری هزلیت[۳۳]
- لودویگ فون میزس
- آرتور پیگو[۸]: 414–416
- کارل پوپر
- جیمز ریچلز
- برتراند راسل[۳۴]
- چیگ-لای شنگ[۸]: 553–554
- جی. جی. سی. اسمارت[۳۵]
- تیموتی اسپریگ[۳۶]